# Efua Baker
Efua Baker (Ghána, 1970. január 23. –) brit híresség, énekesnő, tréner, fitneszedző, a Soul II Soul nevű együttes alapítójának, Jazzie B-nek a felesége.

## Karrierje
1993-ban Baker, akkoriban csak Efua néven három kislemezt jelentetett meg: "Down Is the Drop", "Strawberry Boy" és a "Somewhere" című dalokat. A "Somewhere" volt a legnagyobb slágere, mely az Egyesült Királyság Top 50-es, és Ausztrália Top 20-as helyezettjei voltak. A "Strawberry Boy" című dal az Egyesült Államok R&B / Hip-Hop kislemezlistájára is felkerült. Ezidáig egyetlen "Dream Juice" című albuma 1993-ban jelent meg az Egyesült Államokban, és novemberben Ausztráliában.
Efua zenei karrierje előtt modellként, és táncosként dolgozott, és számos videoklipben is feltűnt. Többek között Clive Griffin  "The Way We Touch" és"Don't Make Me Wait", valamint Lil Lous "I Called U" valamint a Soul II Soul a "A Dreams a Dream" című videoklipjeiben, de Maxi Priest két videoklipjében is feltűnt. 1996-ban Yazz "Good Thing Going" című videoklipjében szerepelt, és 2019-ben az FKA Twigs "Cellophane" című videóban volt látható.
Baker 2004-ben a BBC One csatornán futó "Fat Nation - The Big Challenge" fitnesz szakértője volt.

## Diszkográfia

### Album
| Év   | Album       | Legjobb slágerlistás helyezés |
| Év   | Album       | AUS                           |
| ---- | ----------- | ----------------------------- |
| 1993 | Dream Juice | 140                           |

### Kislemezek
| Év                                                                    | Dal                                      | Legjobb slágerlistás helyezés | Legjobb slágerlistás helyezés | Legjobb slágerlistás helyezés  | Album       |
| Év                                                                    | Dal                                      | UK                            | AUS                           | US R&B/ Hip-Hop Bubbling Under | Album       |
| --------------------------------------------------------------------- | ---------------------------------------- | ----------------------------- | ----------------------------- | ------------------------------ | ----------- |
| 1993                                                                  | "Down Is the Drop" (European release)    | 87                            | –                             | –                              | Dream Juice |
| 1993                                                                  | "Strawberry Boy"                         | –                             | –                             | 8                              | Dream Juice |
| 1993                                                                  | "Somewhere"                              | 42                            | 16                            | –                              | Dream Juice |
| 1994                                                                  | "Down Is the Drop" (Ausztrál megjelenés) | –                             | 122                           | –                              | Dream Juice |
| "–" nem volt slágerlistás helyezés, vagy nem jelent meg az országban. |                                          |                               |                               |                                |             |